# Gerard Endenburg

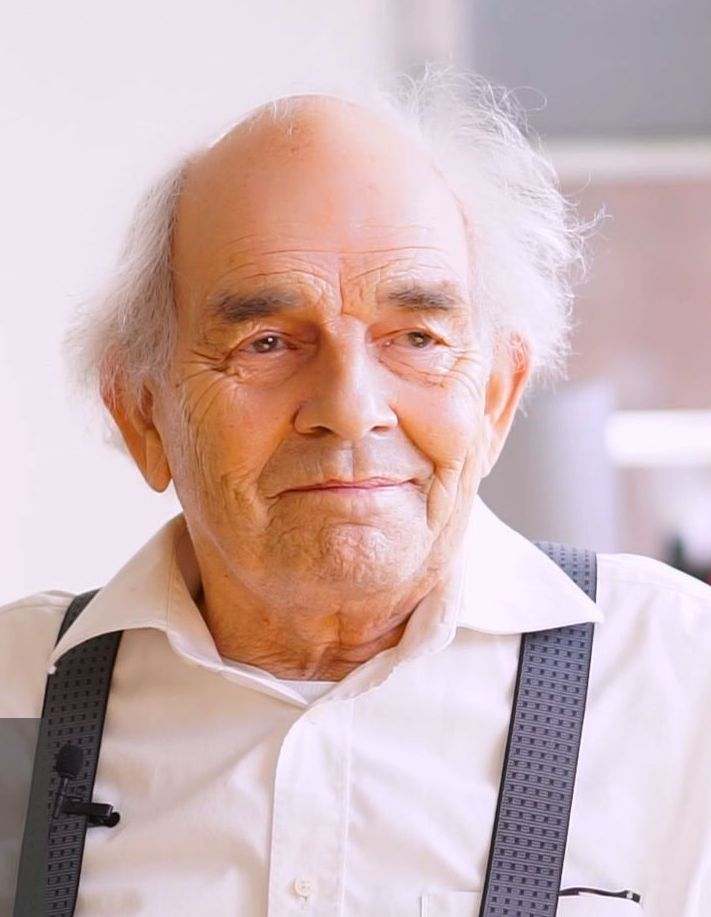
Gerard Endenburg

Gerard Endenburg (* 14. April 1933 in Rotterdam; † 29. Juli 2025) war ein niederländischer Unternehmer und Autor, der prägend wurde für die Umsetzung einer Form der Soziokratie.

## Leben
Endenburg ging in der Werkplaats Kindergemeenschap in Bilthoven zur Schule und war dort Schüler von Kees Boeke.
Nach dem Studium der Ingenieurwissenschaften, Wehrdienst und Berufseintritt bei Philips als Entwickler übernahm Endenburg 1968 eine Tätigkeit im elterlichen Elektrotechnik-Unternehmen, welches er später führte. Seine Eltern hatten das Unternehmen kurz nach dem Zweiten Weltkrieg gegründet und es als eine Möglichkeit angesehen, ihre Vorstellungen zu Management und Industriereform umzusetzen. Er wandte dort anschließend sein Governance-Modell an, die soziokratische Kreisorganisationsmethode. Er baute dabei auf Boekes Idee der Soziokratie auf, einer partizipativen Organisationsmethode, die auf Selbstorganisation auf der Basis des Prinzips des Konsent beruht.
Konsent steht dabei für Einwilligung oder Zustimmung, nicht für Konsens im Sinne von (allgemeiner) Einstimmigkeit. Bei diesem Modell ist die Abwesenheit argumentativ untermauerter Einwände die Basis für die Entscheidungsfindung. Das Modell gibt lediglich vor, dass kein schwerwiegender und argumentierter Einwand besteht; es sind auch mehrheitlich beschlossene oder autoritäre Entscheidungen möglich, vorausgesetzt, dass die Methode der Beschlussfassung mit Konsent ausgewählt wurde. Von anderen Autoren wird statt von „auf Konsent basierender Entscheidungsfindung“ eher von „Entscheidung durch integrative Emergenz“ gesprochen, um den Prozess der Integration multipler Perspektiven in ein höheres Ganzes hervorzuheben.
1978 gründete Endenburg das Sociocratisch Centrum Nederland. Er veröffentlichte mehrere Bücher zum Thema Soziokratie und promovierte 1992 zu diesem Thema in Delft.
Nach seiner Promotion leitete er weiterhin das Sociocratisch Centrum Nederland. Seit 1998 unterrichtete er zusätzlich an der Faculteit der Economische Wetenschappen en Bedrijfskunde an der Universität Maastricht.

### Buchveröffentlichungen
- Gerard Endenburg: Sociocratie als sociaal oderwerp, proefschrijft, Eburon, Delft, 1992 (englischsprachig Sociocracy as Social Design: its characteristics and course of development, as theoretical design and practical project, Übersetzung von Murray Pearson, Eburon, 1998, ISBN 90-5166-604-7)
- Gerard Endenburg: Sociocratisch Manifest (Sociocratic Declaration), 1984
- Gerard Endenburg, Jasper Lindenhovius, Clive Bowden: Sociocratie, de Organisatie van de Besluitvorming, 1981 (englischsprachige Übersetzung Sociocracy, the organization of decision-making: ‘no objection’ as the principle of sociocracy, Eburon, 1998, ISBN 90-5166-605-5)
- Gerard Endenburg: Sociocratie, een redelijk ideaal, 1975

### Artikel und Buchbeiträge
- Gerard Endenburg: Soziokratie. Königsweg zwischen Diktatur und Demokratie, Jürgen Fuchs (Hrsg.): Das biokybernetische Modell: Unternehmen als Organismen. Gabler 1992 (2. Aufl. 1994), ISBN 3-409-19167-4.